# Myra
Myra (o Mira) è un'antica città ellenica, nella Licia in Asia minore, oggi situata nei pressi di Demre (Kale fino al 2005), nell'attuale Turchia meridionale.
Era situata nella fertile pianura alluvionale del fiume Myros (oggi Demre Cay), a circa 3 km dal mare, ove sorgeva il porto chiamato Andriake.
San Nicola ne fu vescovo nel IV secolo d.C., precisamente dal 300 al 343, anno della sua morte.

## Storia
Le prime notizie sull'esistenza della città risalgono al VI secolo a.C., dove assieme alle città di Xanthos, Patara e Phaselis costituì una federazione di città stato, la confederazione licia. Secondo Strabone era una delle più importanti città di questa alleanza. Nel II secolo a.C. visse il suo periodo di maggiore splendore. Prospero centro commerciale in età romana, è ricordata come scalo nel viaggio che san Paolo intraprese verso Roma (Atti 27,5) e fu in gran parte ricostruita dopo un devastante terremoto nel 141.
Fu sede vescovile a partire dal IV secolo ed uno dei primi vescovi fu san Nicola, che si batté contro l'arianesimo e forse partecipò nel 325 al Concilio di Nicea. Divenne nel V secolo capoluogo della provincia bizantina di Licia.
Venne conquistata dagli Arabi per la prima volta nell'809, dalle truppe di Hārūn al-Rashīd dopo un lungo assedio. Da questo momento la città perse d'importanza ed iniziò un inesorabile declino.
Nel 1087 le spoglie di san Nicola vennero traslate a Bari e in questa città si trovano tuttora, deposte nella Basilica di San Nicola. Ritornata all'impero bizantino sotto Alessio I Comneno, passò poi definitivamente ai Selgiuchidi.

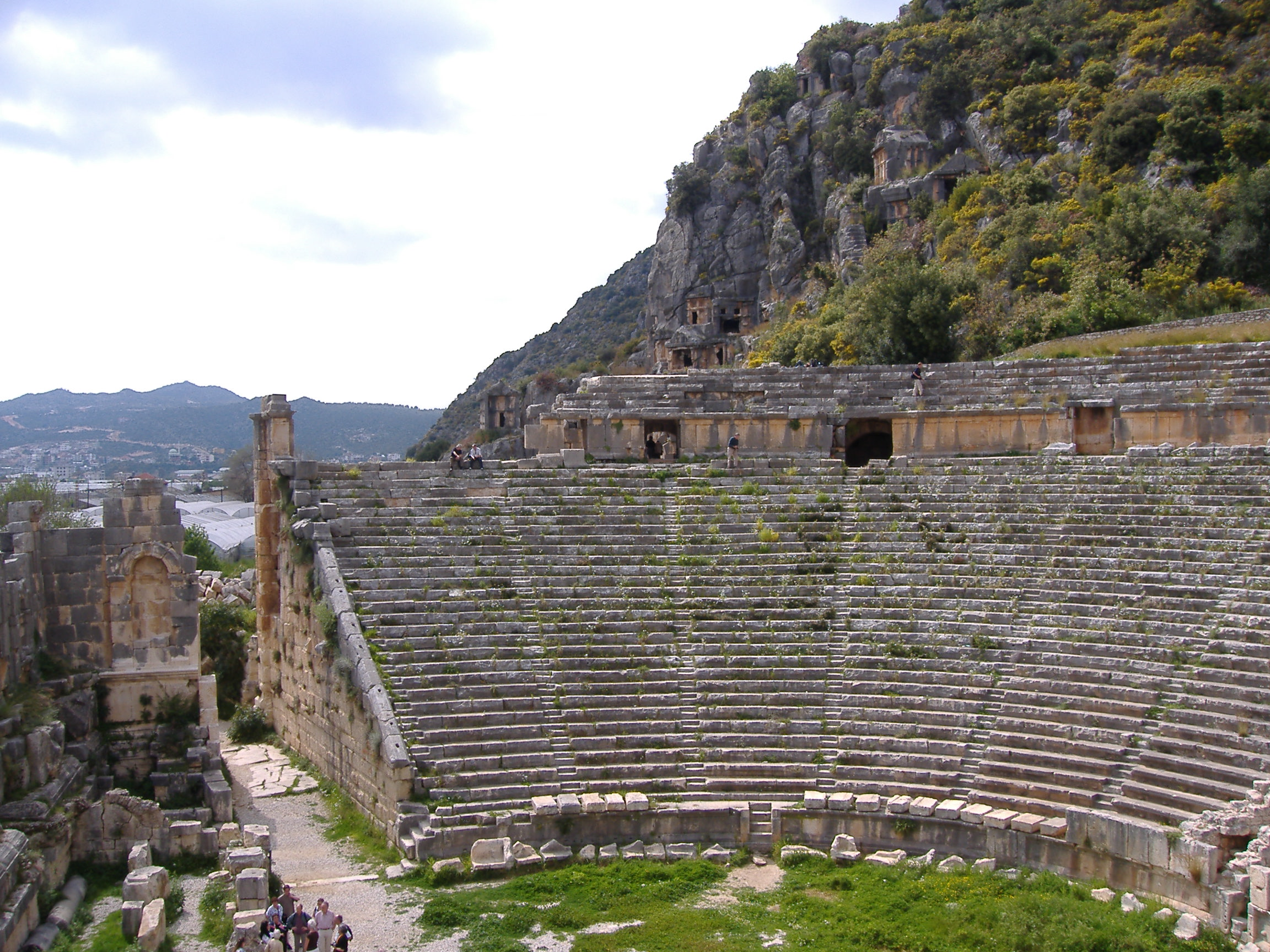
Il teatro Greco di Myra.

## Archeologia
Patrona della città era Artemide, alla quale era dedicato il maggiore santuario, ma vi si veneravano anche Zeus, Atena e Tyche. Le rovine della città sono coperte da materiale alluvionale, ma sono stati parzialmente riportati alla luce il teatro romano, ricostruito dopo il terremoto del 141, le terme e una basilica bizantina dell'VIII secolo dedicata a san Nicola.
La necropoli, collocata su una scogliera a strapiombo sul mare, conserva le facciate delle tombe scavate nella roccia, con colonne e frontone. Il primo ad investigare la città, l'archeologo inglese Charles Fellows (1799-1860), quando visitò le tombe nel corso della sua seconda spedizione nel 1840, le trovò ancora colorate a tinte vive: rosso, giallo e azzurro.

## Basilica di San Nicola in Myra
La prima costruzione che ospitava il corpo del santo risale al VI secolo. L'attuale edificio risale all'VIII secolo con ulteriori rimaneggiamenti dell'XI secolo.